# Nikolaj Kirov
Nikolaj Ivanovič Kirov (in russo Николай Иванович Киров?, in bielorusso Мікалай Іванавіч Кіраў?, Mikalaj Ivanavič Kiraŭ; Strešyn, 22 novembre 1957) è un ex mezzofondista sovietico, specializzato prevalentemente negli 800 metri piani.

## Biografia
Ha preso parte per l'Unione Sovietica alle Olimpiadi estive del 1980 tenutesi a Mosca, durante le quali ha vinto la medaglia di bronzo negli 800 metri, dietro al duo britannico Steve Ovett e Sebastian Coe.
Kirov ha vinto anche la medaglia d'argento nei 1500 metri ai Campionati europei di atletica leggera del 1982.

## Altre competizioni internazionali
1981
- 8º in Coppa del mondo ( Roma), 800 m piani - 1'48"15
- 6º in Coppa del mondo ( Roma), 1500 m piani - 3'38"05